# Kaszab Ilona
Kaszab Ilona, született Kohn Léni, Magdolna (Szűcsi, 1874. február 24. – Budapest, Terézváros, 1954. január 15.) költőnő.

## Élete
Kohn Bernát és Blumenthal Amália (1835–1921) lánya. Versei a Pesti Naplóban, a Múlt és Jövőben, Az Újságban és az Ararát – Magyar zsidó évkönyvekben jelentek meg, 1895-től a Borsszem Jankó című folyóirat munkatársa volt a lap megszűnéséig.
A Kozma utcai izraelita temetőben helyezték végső nyugalomra.

## Magánélete
Férje Szántó (Mór) Menyhért (1873–1955) műszaki hivatalnok volt, akivel 1904. június 1-jén Budapesten, a Józsefvárosban kötött házasságot. Lánya Szántó Veronika (1905–1984).
Bátyja Kaszab Aladár (1868–1929) gyáros, udvari tanácsos, a Pesti Izraelita Hitközség elnöke volt.

## Művei
- Szavak az árnyékomhoz (versek, Füst Milán előszavával és átdolgozásában, 1934)